# Apogonia colini
Apogonia colini är en skalbaggsart som beskrevs av Moser 1917. Apogonia colini ingår i släktet Apogonia och familjen Melolonthidae. Inga underarter finns listade i Catalogue of Life.